# Projekt 12130
Projekt 12130 (jinak též třída Ogonek) je třída říčních hlídkových lodí ruské pobřežní stráže. Mezi jejich úkoly patří hlídkování na řekách, ničení nepřátelského personálu, vybavení a palebných pozic a poskytování palebné podpory pobřežním silám. Celkem byly postaveny čtyři jednotky této třídy.

## Stavba
Plavidlo navrhla konstrukční kancelář Zelenodolsk PKB. Postavila je ruská loděnice Khabarovsk Shipbuilding Yard v Chabarovsku.
Jednotky projektu 12130:
| Jméno             | Založení kýlu | Spuštěna       | Vstup do služby | Status                               |
| ----------------- | ------------- | -------------- | --------------- | ------------------------------------ |
| Admiral Kazakevič |               |                | 1998            | původní název jako PSKR-200, aktivní |
| PSKR-201          |               |                | 8. srpna 2001   | aktivní                              |
| PSKR-202          |               | 3. května 2006 | 8. února 2007   | aktivní                              |
| PSKR-203          | 1994          |                | 4. září 2010    | aktivní                              |

## Konstrukce
Plavidla konstrukčně vycházejí z říčních hlídkových lodí projektu 1249. První a čtvrtá projektu 12130 nesou dva rotační 30mm kanóny AK-306 a jeden 7,62mm kulomet. Druhá a třetí jednotka této třídy nesou jeden rotační 30mm kanón AK-306, jeden 12,7mm dvojkulomet Utes-M a jeden 7,62mm kulomet. Výzbroj všech plavidel doplňuje jeden přenosný protiletadlový raketový komplet Igla-M či Verba. Pohonný systém tvoří dva diesely Zvezda M401B, každý o výkonu 1100 hp, pohánějící dva lodní šrouby s pevnými lopatkami. Nejvyšší rychlost dosahuje 25,2 uzlu. Autonomie je 6 dnů. Dosah je 270 námořních mil při rychlosti 20 uzlů.